# آرامگاه میر مهدی
مقبره میر مهدی مربوط به سده‌های متاخر دوران‌های تاریخی پس از اسلام است و در شهرستان زهک، بخش جزینک، دهستان جزینک، ۱۰۰ متری جنوب روستای ندام غربی واقع شده و این اثر در تاریخ ۲۷ اسفند ۱۳۸۷ با شمارهٔ ثبت ۲۶۵۰۴ به‌عنوان یکی از آثار ملی ایران به ثبت رسیده است.